# Liberty (Oklahoma)
Liberty è un comune degli Stati Uniti d'America, situato nello Stato dell'Oklahoma, nella contea di Tulsa e in parte nella contea di Okmulgee.